# FABP4
FABP4 (англ. Fatty acid binding protein 4) – білок, який кодується однойменним геном, розташованим у людей на короткому плечі 8-ї хромосоми. Довжина поліпептидного ланцюга білка становить 132 амінокислот, а молекулярна маса — 14 719.
| 10         |  | 20         |  | 30         |  | 40         |  | 50         |
| ---------- |  | ---------- |  | ---------- |  | ---------- |  | ---------- |
| MCDAFVGTWK |  | LVSSENFDDY |  | MKEVGVGFAT |  | RKVAGMAKPN |  | MIISVNGDVI |
| TIKSESTFKN |  | TEISFILGQE |  | FDEVTADDRK |  | VKSTITLDGG |  | VLVHVQKWDG |
| KSTTIKRKRE |  | DDKLVVECVM |  | KGVTSTRVYE |  | RA         |  |            |

A: Аланін

C: Цистеїн

D: Аспарагінова кислота

E: Глутамінова кислота

F: Фенілаланін

G: Гліцин

H: Гістидин

I: Ізолейцин

K: Лізин

L: Лейцин

M: Метіонін

N: Аспарагін

P: Пролін

Q: Глутамін

R: Аргінін

S: Серин

T: Треонін

V: Валін

W: Триптофан

Кодований геном білок за функцією належить до фосфопротеїнів. 
Задіяний у таких біологічних процесах, як транспорт, ацетилювання. 
Білок має сайт для зв'язування з ліпідами. 
Локалізований у цитоплазмі, ядрі.